# Stanley Love
Stanley Glen Love (født 8. juni 1965) er en NASA-astronaut, og har indtil videre fløjet én rumfærgemission.
Han har Bachelorgrad i Fysik (1987), Mastergrad i Astronomi (1989), og en Doktorgrad (1993) i Filosofi fra universitet i Washington. Han har været instruktør i computer programmering på Universitet i Oregon. 
Love har været ansat hos NASA som kommunikator i kontrolcenteret ved rumfærge-missionerne STS-104, STS-108, STS-112 og arbejdet med flere projekter med bl.a. astronomi.
Stanley G. Love blev udvalgt til rumfærgemissionen STS-122, som vil bringe det europæiske Columbusmodul til Den Internationale Rumstation, som er opsendt 7. februar 2008.